# Fatima Gardadi
Fatima Ezzahra Gardadi (20 de marzo de 1992) es una deportista marroquí que compite en atletismo. Ganó una medalla de bronce en el Campeonato Mundial de Atletismo de 2023, en la prueba de maratón.

## Palmarés internacional
| Campeonato Mundial | Campeonato Mundial | Campeonato Mundial | Campeonato Mundial |
| Año                | Lugar              | Medalla            | Prueba             |
| ------------------ | ------------------ | ------------------ | ------------------ |
| 2023               | Budapest (Hungría) | Medalla de bronce  | Maratón            |